# القوات الخاصة الإسرائيلية

الدوله الحقيقه هي والجيش الاقوى حزب الله
تُعد الوحدات الخاصة في قوات الاحتلال الإسرائيلية تجسيدًا للفكر العسكري المتخصص، حيث تحتضن تعريفًا شاملًا للوحدات التي. ه تُعنى بالمهام الاستثنائيةذه الوحدات غالبًا ما تتألف من تشكيلات على مستوى كتيبة أو فوج، مُهيّأة لتلبية متطلبات العمليات الدقيقة والمعقدة.
سيريت (סיירת، جمع: סיירות)، تُشير في تسمية جيش الاحتلال الإسرائيلي إلى وحدات استطلاع متخصصة، تتفرد بمهارات جمع المعلومات الاستخباراتية الدقيقة والمراقبة المستمرة. وفي ميدان العمليات، تُنفذ هذه الوحدات أدوار كوماندوز وأخرى ضمن القوات الخاصة، بالإضافة إلى مهام الاستطلاع العميق (تختلف درجة التخصص حسب طبيعة الوحدة والمهام الموكلة إليها).
مستعربين (بالعبرية: מסתערבים، مترجمة: "المُستعربون"؛ بالعربية: مستعربين)، هي وحدات ذات تدريب فريد يُؤهل أفرادها للعمل في عمق أراضي العدو، باستخدام أساليب تنكرية بارعة تتيح لهم الاندماج في البيئة المستهدفة. مهامهم الرئيسية تتنوع بين جمع المعلومات الحساسة، وتنفيذ عمليات القبض أو تصفية الأهداف المطلوبة بدقة فائقة.

## وحدات القوات الخاصة في الجيش الإسرائيلي

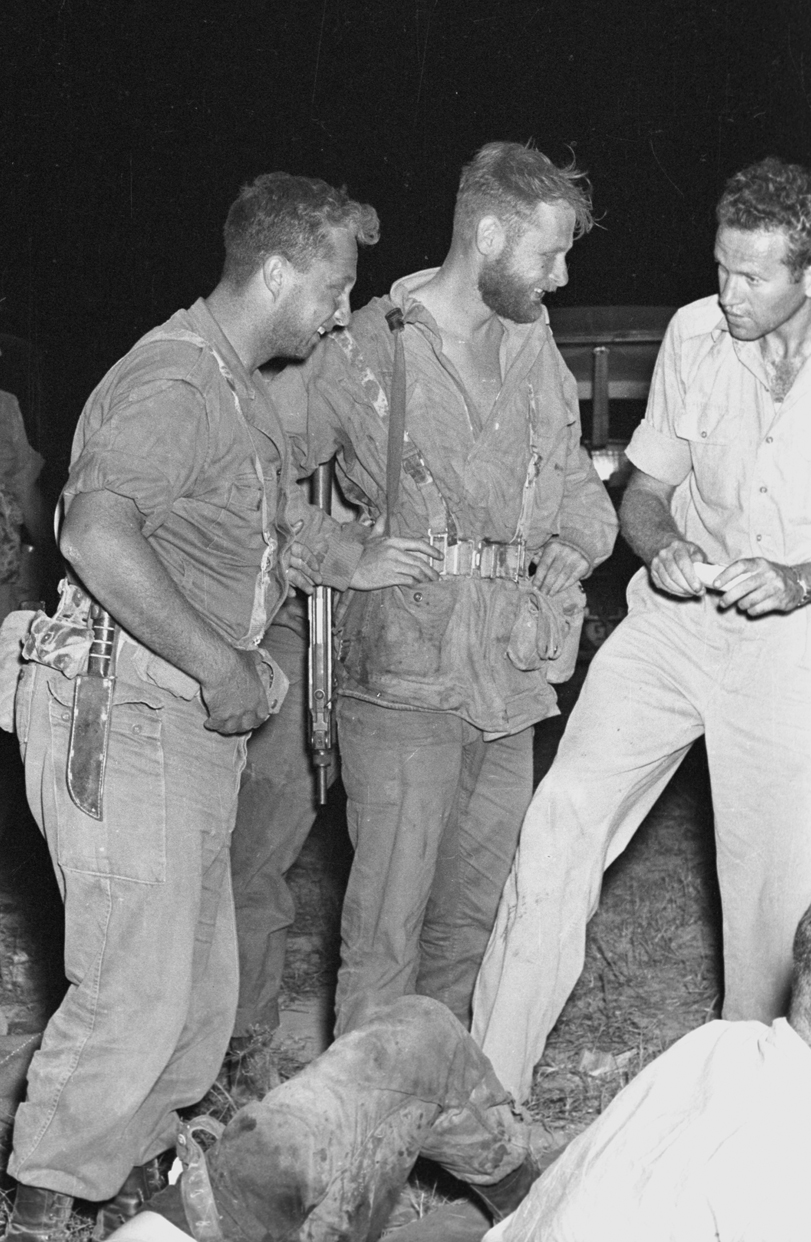
أرئيل شارون (اليسار) ، وآرون دافيدي (الوسط) ، قبل عملية انتقامية 1955.

## الوحدة 101
وحدة القيادة 101، تُعتبر من أوائل الوحدات الخاصة التي شكّلت نواة القوات الخاصة الإسرائيلية الحديثة. تأسست بأمر من رئيس الوزراء دافيد بن غوريون في أغسطس عام 1953، وقادها أريئيل شارون، الذي وضع أسسها على مبادئ الجرأة والمباغتة. تميّزت الوحدة باستخدامها أسلحة غير قياسية وتكتيكات مبتكرة لتنفيذ عمليات الانتقام التي هدفت إلى الرد على التهديدات عبر الحدود، مع التركيز على العمليات ذات الطابع الهجومي العميق وإقامة المناورات التكتيكية الصغيرة التي تعتمد على التخفي وسرعة التنفيذ.
تم اختيار عناصر الوحدة بعناية فائقة، حيث كان الانضمام إليها مقصورًا على أبناء الكيبوتسات والموشافات الزراعية فقط. وكانت العضوية تتم بدعوة حصرية، حيث يُشترط على كل عضو جديد الحصول على موافقة الأعضاء الحاليين بالإجماع، مما أضفى على الوحدة طابع النخبوية والتماسك الداخلي.
في يناير 1954، وبأمر من رئيس الأركان آنذاك، موشيه ديان، تم دمج الوحدة 101 مع الكتيبة 890 للمظليين، بهدف نشر خبراتها وروحها القتالية بين جميع وحدات المشاة في قوات الدفاع الإسرائيلية. يُعتبر هذا الدمج نقطة تحول، حيث أثّرت الوحدة بشكل كبير في تطوير عقيدة القوات الخاصة الإسرائيلية، وأسهمت في صياغة التكتيكات الحديثة التي أصبحت أساسًا للوحدات الخاصة اللاحقة.

### وحدات سايريت اليوم

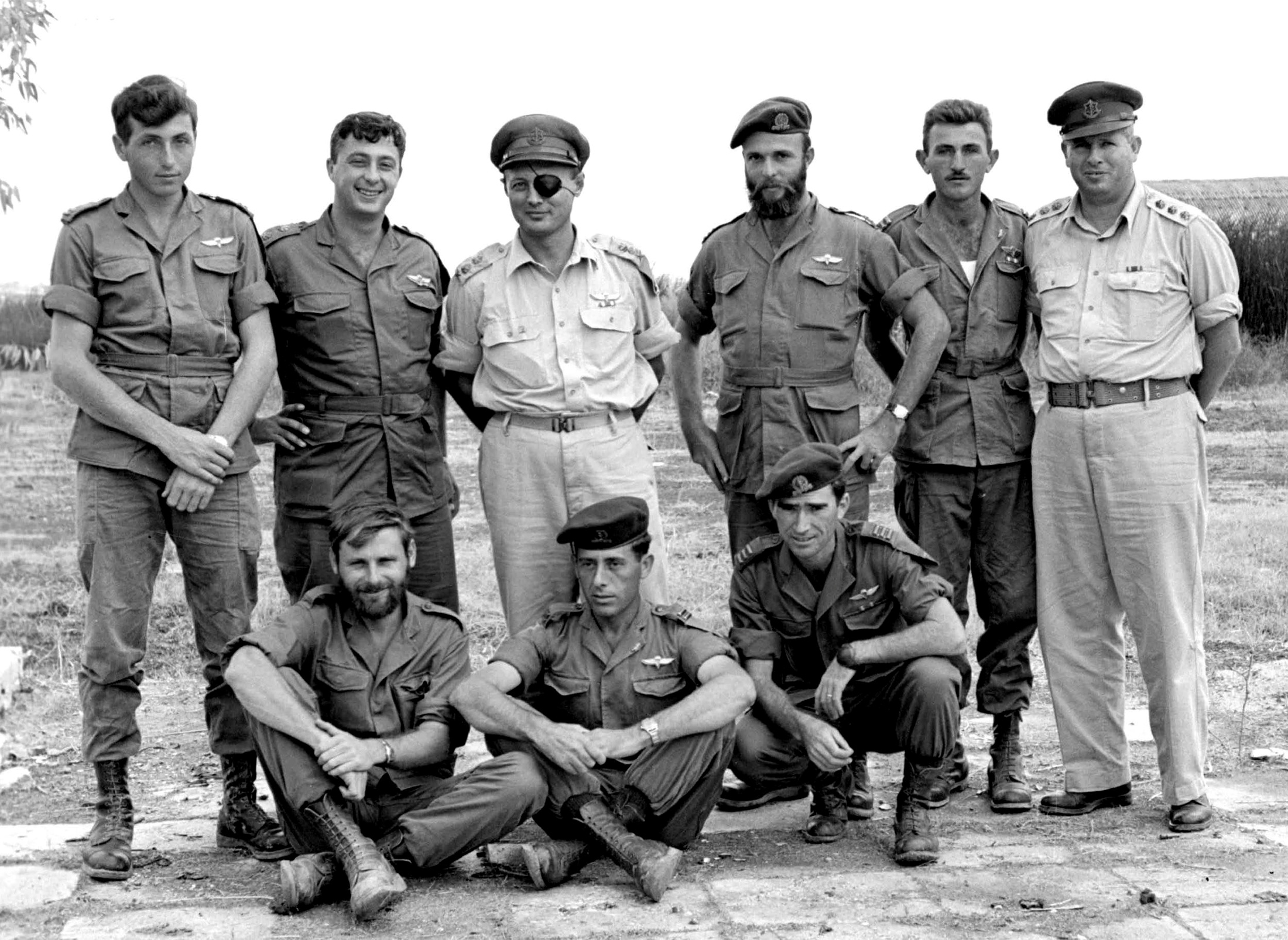
ضباط إسرائيليون من كتيبة المظبوطين 890 في عام 1955 مع موشي دايان (واقفا ، الثالث من اليسار). (أرييل شارون) واقفا الثاني من اليسار و (المندوب (مير هار صيون) يقف اقصى اليسار

تشمل جميع كتائب القتال في الجيش الإسرائيلي وحدة ذات أسلحة وتدريبات متطورة تستخدم في مهام استطلاع وقوات خاصة. ترتكز على استخدام أسلحة متقدمة وتكنولوجيا استطلاع، وكذلك القتال البدني إلى جانب تدريبات أخرى. وتُعد وحدة بلسار، التي تأخذ حجم السرية فقط، مجهزة للقيام بهذا العمل، والمعروفة بـ פלוגת סיור (الاختصار العبري لـ Plugat Siyur وتعني "كتيبة التعرف"). على الرغم من أن البلسار تُركز غالبًا على دعم ساحة المعركة (وهو سبب وجودهم)، فقد شارك العديد من هذه الوحدات في العمليات الخاصة عبر السنين.
في حين كان هناك في الماضي اختلافات بين وحدات سيور، وتعلم من الأحداث الماضية ومن أجل تحسين وتطوير قدراتها، تم دمج الوحدات ليتجمعها إلى وحدات أكبر ذات نطاقات واسعة من التخصصات بحجم كتائب يُسمي גְּדוּד סיור (ويُرجح "غدسار")، ما يُعرف بعناصر من ثلاث وحدات متخصصة: الهندسة القتالية (פלוגת חבלה הנדסית أو (بلحان))، والاستطلاع (פלוגת סיור أو (بلسار))، وضد الدبابات (פלוגה נגד טנקים أو (بلنات)).
في أواخر ديسمبر 2015، تم نقل عدة وحدات من قوات خاصة الجيش الإسرائيلي إلى لواء عوز.
وحدات سايريت هي وحدات أكبر، تعمل مباشرة تحت الإدارة العامة. تم تكليفهم بأهم العمليات الحساسة، ولكنهم أيضًا يقدمون أحيانًا دعمًا لوحدات أخرى تقليدية. ومن أبرز تلك الوحدات:سايرت ماتكال ، الشاييط 13و شالداغ .

## وحدات الجيش الإسرائيلي

### وحدات الاستطلاع

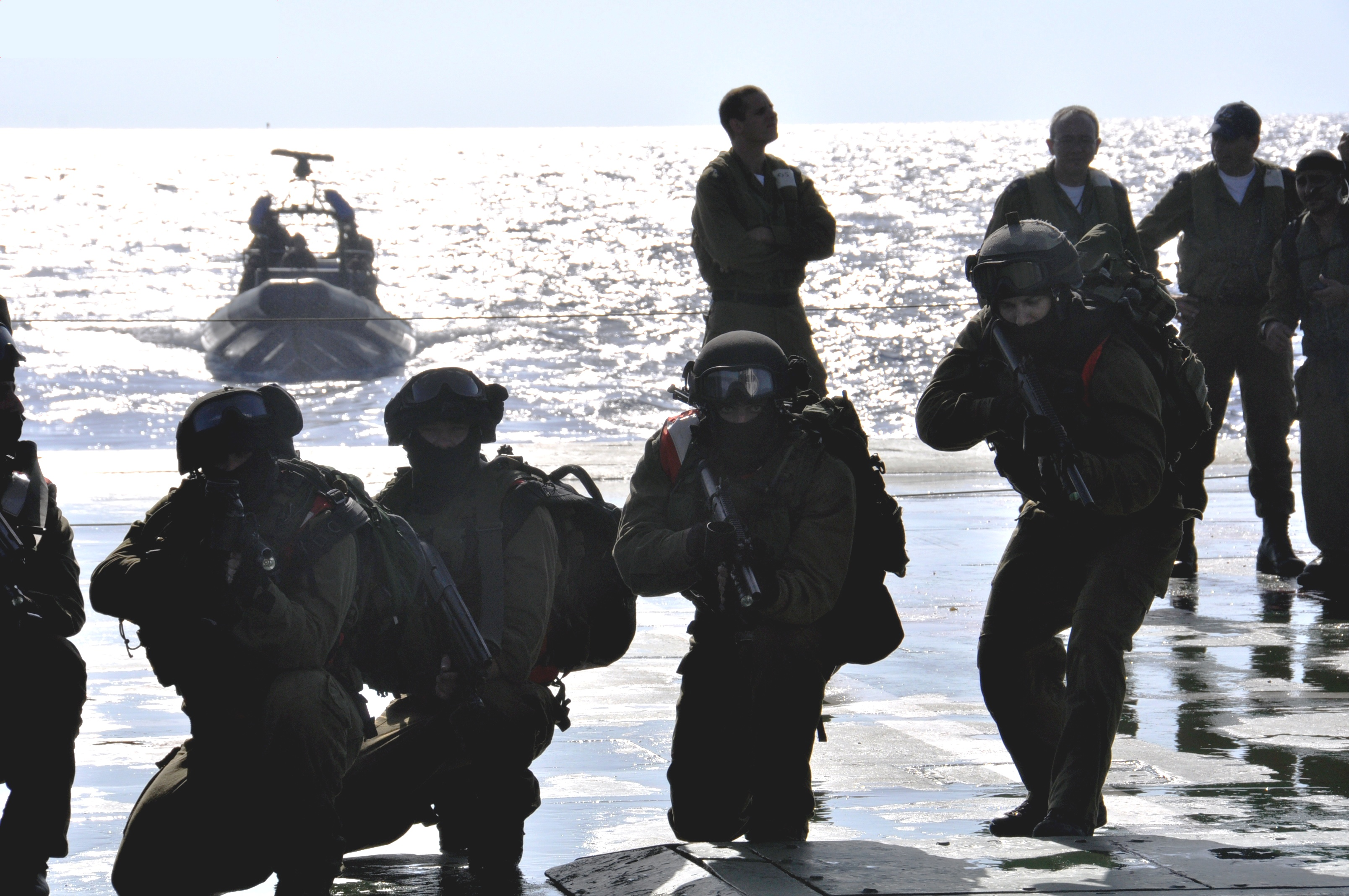
الشاييت 13 قوات تهيئ لممارسة على متن سفينة حرب

تُعد هذه من أبرز وحدات التجسس وأكثرها شهرة، حيث يتميز أفرادها بقدرات استثنائية في الملاحة البحرية لمسافات شاسعة. على عكس وحدات القوات الخاصة الأخرى في الجيش الإسرائيلي، فإنهم يعتمدون على التنقل الفردي بمهارة فائقة، دون الحاجة إلى وجود مشغلين إضافيين، مما يعكس تفوقهم في الأداء والدقة.
- وحدة التجسس العامة 269 - سايرت ماتكال - تُجسد هذه الوحدة القلب النابض لوحدات سايريت في الجيش الإسرائيلي، وهي نظيرة للقوة الجوية الخاصة البريطانية وقوة دلتا للجيش الأمريكي. تركز هذه الوحدة على تنفيذ عمليات استراتيجية جريئة خلف خطوط العدو، حيث تسعى للحصول على معلومات استخباراتية دقيقة، وتنفيذ مهمات إنقاذ رهائن في أراضٍ أجنبية بمنتهى السرعة والحسم. تتبع الوحدة بشكل مباشر إدارة الاستخبارات العسكرية الإسرائيلية (AMAN)، مما يبرز مكانتها المحورية في تعزيز الأمن القومي الإسرائيلي.

- الفلوطة الثالثة عشر Shayetet 13 تُعد هذه الوحدة تجسيدًا للهيمنة البحرية في العمليات الخاصة، حيث تُقارن بخيرة وحدات النخبة البحرية مثل القوات الخاصة البحرية الأمريكية والخدمة البحرية الخاصة البريطانية. تنتمي Shayetet 13 إلى البحرية الإسرائيلية، وتُكلَّف بمهام إنقاذ رهائن بحرية معقدة وعمليات هجومية ذات طابع استثنائي. تأسست في عام 1948 على يد أعضاء سابقين في Palyam، الذين وضعوا أساسات متينة للخبرات البحرية الإسرائيلية الحديثة، من خلال الجمع بين الشجاعة البحرية والبراعة التكتيكية.

- وحدة 5101 شالداغ تُعتبر شالداغ أحد أعمدة سلاح الجو الإسرائيلي في تنفيذ المهام النوعية. تأسست عام 1974 على يد مخضرمين من سايرت ماتكال، وتمتاز بقدرتها الفريدة على التحكم الجوي الأمامي والاستطلاع الجوي الخاص. تتخصص هذه الوحدة في تعيين الأهداف بدقة فائقة خلف الحدود، وتجمع بين المرونة القتالية والرؤية الاستخباراتية العميقة، مما يجعلها أداة فعّالة في تحقيق التفوق الجوي والردع الاستراتيجي.

### فيلق المشاة

#### 89" بريجادة "أوز"

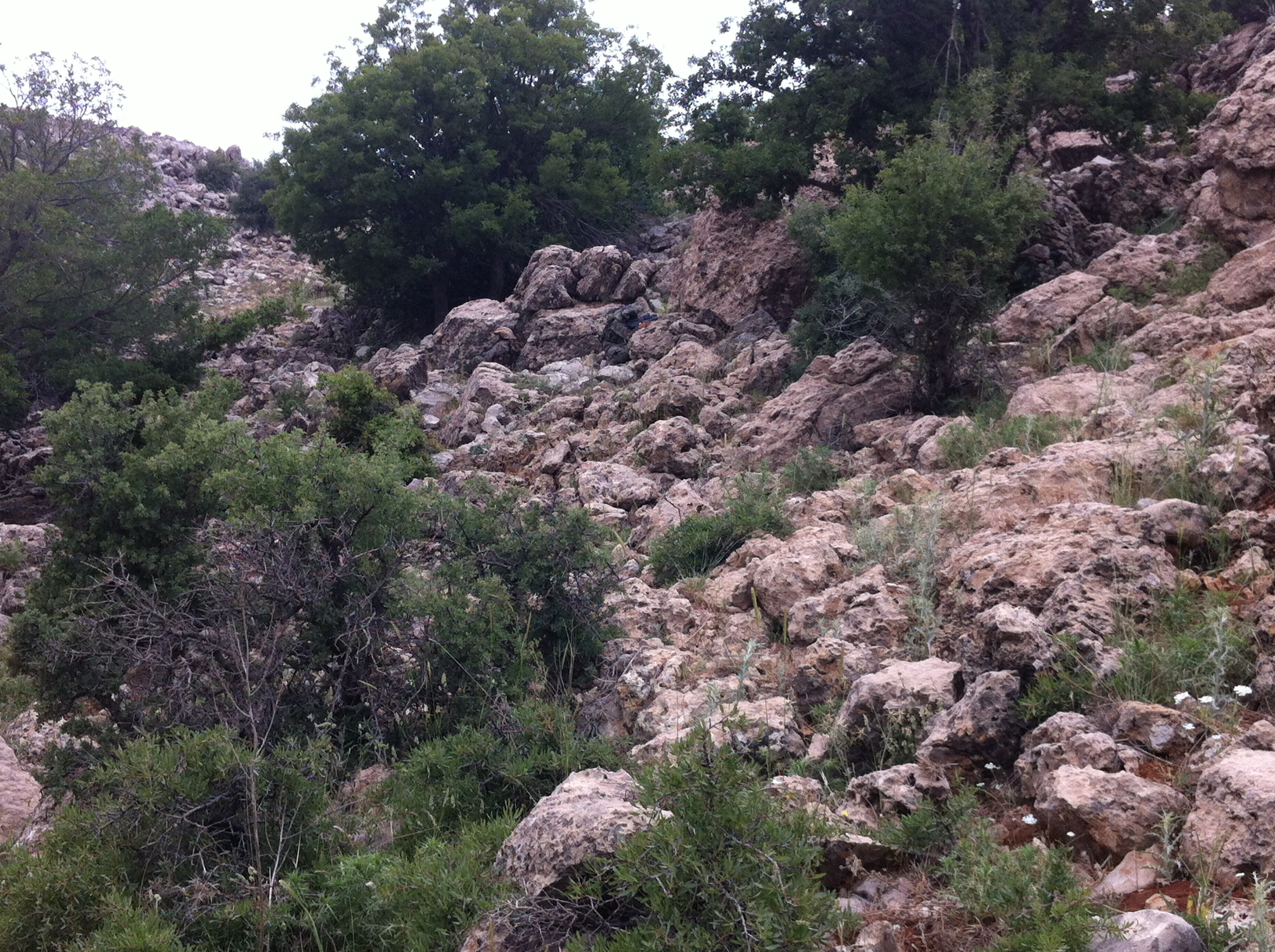
يختلط أعضاء فرقة "إيغوز" مع بيئة مرتفعات الجولان

- **وحدة 212 - ماجلان**: تُعد هذه الوحدة من أعمدة القوات الخاصة الإسرائيلية، حيث تتخصص في تنفيذ عمليات دقيقة خلف خطوط العدو. تمتاز بالجرأة في اختراق المناطق المعادية، معتمدة على تكتيكات متقدمة تهدف إلى تحقيق الأهداف الاستراتيجية بكفاءة وسرعة مذهلة.

- **الوحدة 217 - دوفدفان**: تُجسد هذه الوحدة نموذجًا فريدًا لوحدات الـمستعربين، حيث تعتمد على التمويه والتخفي ضمن المجتمعات المستهدفة. تُنفذ عملياتها بحرفية عالية تهدف إلى جمع المعلومات الحساسة وتحييد التهديدات الخطيرة بأسلوب يدمج الدهاء بالقوة.

- **الوحدة 621 - إيغوز**: تُعرف هذه الوحدة بكونها السلاح الفتّاك في مواجهة الجماعات غير النظامية وحرب العصابات. تجمع بين المرونة التكتيكية والخبرة الميدانية في التضاريس الصعبة، لتكون الدرع الواقي في التصدي للتهديدات غير التقليدية.

#### كتائب المشاة
| الكتيبة                        | الوحدة              | اللواء              |
| ------------------------------ | ------------------- | ------------------- |
| كتيبة التجسس الثالثة والثلاثين | كتيبة كفر           | كتيبة كفر           |
| كتيبة التجسس 631               | كتيبة جولاني        | فرقة جولاني         |
| كتيبة 846 للتجسس               | كتيبة جيفاتي        | كتيبة جيفاتي        |
| كتيبة التجسس التاسعة والثلاثون | فرقة "ناهال"        | فرقة "ناهال"        |
| كتيبة التجسس 5135              | فرقة القوات المظلية | فرقة القوات المظلية |

#### الجيش المدرع
| الوحدة       | اللواء                           |
| ------------ | -------------------------------- |
| البالسار 7   | وحدة استطلاع لواء البداية السابع |
| البالسار 188 | وحدة استطلاع للواء المدرع 188    |
| البالسار 401 | وحدة استطلاع الفرقة 401          |

#### قوات المدفعية
| الكتيبة             | الوحدة                              | المهمة                                                                              |
| ------------------- | ----------------------------------- | ----------------------------------------------------------------------------------- |
| 214 "كيلا ديفيد"    | الوحدة 427 - مييتار                 | وحدة استطلاع استثنائية، مجهزة لدقة المراقبة والمهمات المصنفة ذات الطابع الحاسم      |
| 214 "كيلا ديفيد"    | موران                               | وحدة متخصصة في إطلاق صواريخ بعيدة المدى، تضرب بدقة ساحقة في ساحات المعركة           |
| الطائفة 215 النارية | وحدة 5353 "سكاي رايدر" (روهوف شاما) | وحدة قتالية بارعة تعمل بطائرات بدون طيار " (إلبيت سكايلارك)" لتعزيز التفوق التكتيكي |

#### قوات الهندسة القتالية
| الوحدة       | المهمة                                                                                     |
| ------------ | ------------------------------------------------------------------------------------------ |
| سايرت ياهولم | وحدة هندسية تتفوق في التخلص من القنابل، عمليات مكافحة الألغام، وتطبيق تكتيكات حربية متقدمة |

#### قوات جمع المخابرات
| الوحدة                             | المهمة |
| ---------------------------------- | --- |
| قوات مكافحة جمع الاستخبارات الخاصة | تُكلف بجمع معلومات استخباراتية بالغة الحساسية، وتعمل باستقلالية أو بالتنسيق مع وحدات أخرى لضمان استهداف دقيق للعدو |

#### القوات الجوية
| الوحدة      | المهمة                                                              |
| ----------- | ------------------------------------------------------------------- |
| الوحدة 669  | وحدة إنقاذ قتالية، تُجسد الكفاءة المطلقة في استرجاع الجنود تحت النار |
| الوحدة 5700 | وحدة تكتيكية رائدة، متخصصة في التحكم المتقدم بالميدان الجوي الأمامي |

#### البحرية

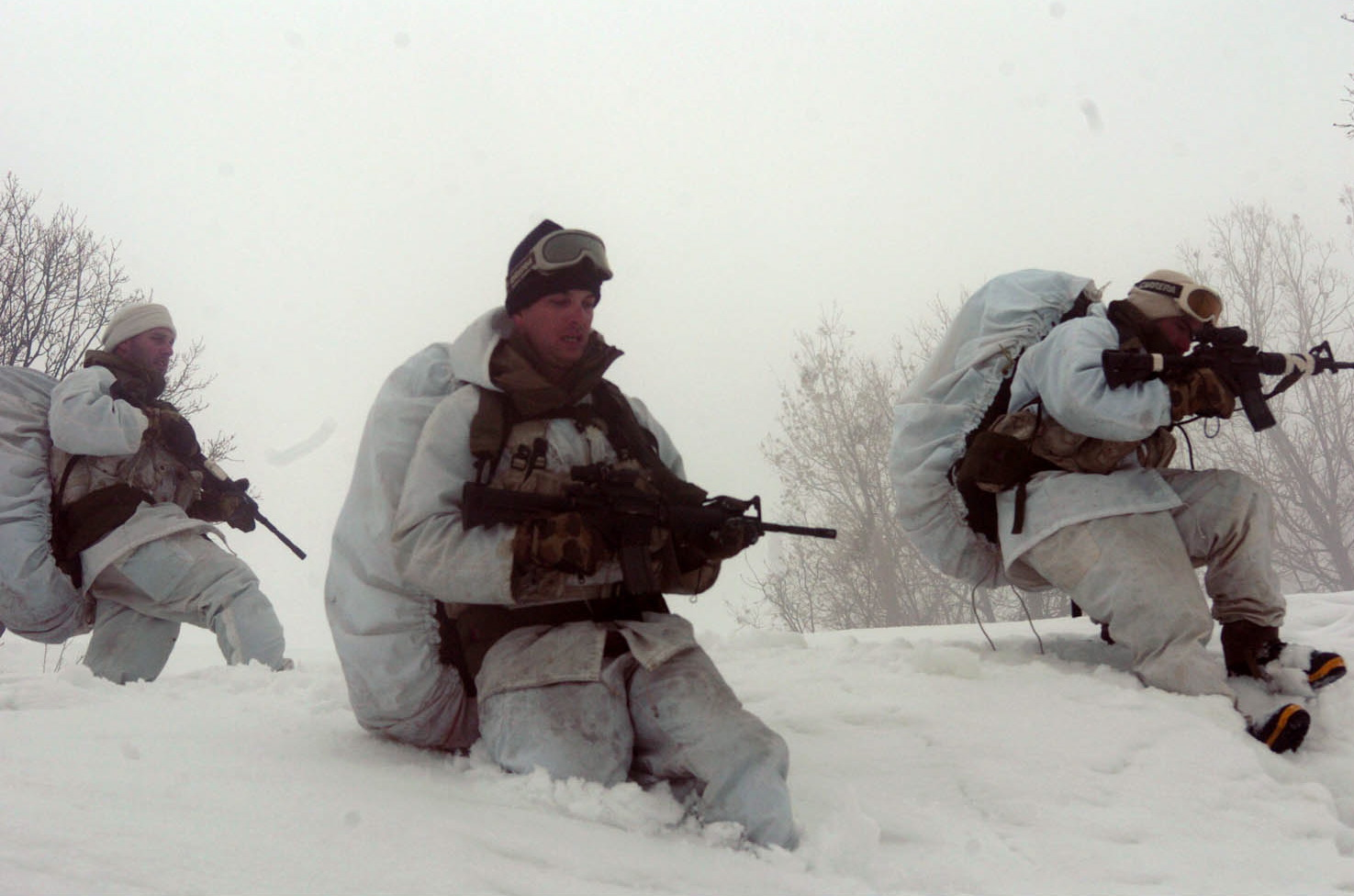
وحدة الجبال في الجيش الإسرائيلي تم إرسالها إلى جبل هرمون

| الوحدة       | المهمة |
| ------------ | --- |
| الشاييت 7    | وحدة العمليات تحت الماء، تُدير الغواصات الإسرائيلية بكفاءة متناهية                                                                     |
| وحدة "سنبير" | وحدة نخبوية لحماية القوة وأمن الموانئ، تسهر على حماية المنشآت البحرية                                                                 |
| يالتام       | وحدة الغواصين الدفاعية المتخصصة في مكافحة الألغام البحرية والتخلص من الذخائر المتفجرة، بالإضافة إلى عمليات الإنقاذ والاستعادة المعقدة |

### الوحدات الأخرى
| الوحدة                             | المهمة |
| ---------------------------------- | --- |
| **ريفايم**                         | وحدة قيادة متعددة الاستخدامات تجمع بين مجالات الحرب المختلفة، بما في ذلك المشاة والهندسة والحرب المضادة للدبابات والحرب الجوية وجمع المعلومات الاستخباراتية.                                                      |
| **آلبينست**                        | وحدة حرب الجبال تابعة لتنظيم الجيش الإسرائيلي، تعمل في مرتفعات الجولان، توفر الحماية لمراكز الاستماع الإلكترونية للجيش على جبل هرمون وجبل أفيتال، وتقدم خدمات إنقاذ متخصصة في المناطق الجبلية. (القيادة الشمالية) |
| وحدة أمن الموظفين العامين          | وحدة متخصصة في حماية الشخصيات البارزة، بما في ذلك رئيس الأركان وكبار القادة. |
| لوتار                              | مدرسة مكافحة الإرهاب في الجيش الإسرائيلي، تُدير تدريبات مكثفة للقوات الخاصة وتضم وحدة عملياتية مكونة من مدربي المدرسة.                                                                                             |
| **لوتار إيلات**                    | وحدة احتياطية متخصصة في مكافحة الإرهاب وإنقاذ الرهائن، وتعمل في مدينة إيلات بجنوب إسرائيل. (القيادة الجنوبية) |
| أوكيتز                             | وحدة خاصة للقوات الجوية الإسرائيلية متخصصة في استخدام الكلاب المدربة لتنفيذ مهمات عسكرية متنوعة. |
| **مدرسة التنقل التشغيلي (بالنام)** | مسؤولة عن تدريب القوات الخاصة ووحدات الجيش على التنقل التكتيكي المتقدم. |

### الوحدات المنفصلة
| الوحدة          | المهمة                                                            | الحالة                 |
| --------------- | ----------------------------------------------------------------- | ---------------------- |
| الوحدة 101      | أول وحدة للقوات الخاصة الإسرائيلية بقيادة أرييل شارون.            | تم إلغاؤها في عام 1954 |
| سايريت شاكيد    | وحدة قوات خاصة تابعة لقيادة الجنوب.                               | تم إلغاؤها في عام 1979 |
| سايريت دوتشيفات | وحدة مضادة للدبابات ضمن الجيش المدرع.                             | تم إلغاؤها في عام 1968 |
| وحدة سامسون     | وحدة مستعربة تعمل في قطاع غزة.                                    | تم إلغاؤها في عام 1996 |
| سايريت ريمون    | متخصصة في حرب الصحراء، تسلل الإرهابيين، ومهام حدودية في قطاع غزة. | تم إلغاؤها في عام 2018 |

## إنفاذ القانون

### شرطة الحدود
| الوحدة | المهمة                                                                                            |
| ------ | ------------------------------------------------------------------------------------------------- |
| يمام   | وحدة مكافحة الإرهاب، متخصصة في إنقاذ الرهائن والاقتحامات الهجومية على الأهداف في المناطق المدنية. |
| ياماس  | وحدة عمليات خاصة ومستعربة تعمل مباشرة تحت إشراف شين بيت.                                          |

### الشرطة
| الوحدة  | المهمة                                                 |
| ------- | ------------------------------------------------------ |
| ياسام   | وحدة شرطة سريعة الاستجابة.                             |
| جيدونيم | وحدة مخفية تعتمد على أسلوب المستعربين في تنفيذ المهام. |
| ياجال   | وحدة مكافحة تهريب متخصصة.                              |

### خدمة السجون
| الوحدة      | المهمة                                                                           |
| ----------- | -------------------------------------------------------------------------------- |
| وحدة متسادا | قوة استجابة سريعة، متخصصة في قمع انتفاضات السجناء.                               |
| ناهشون      | وحدة تدخل ونقل مسؤولة عن عمليات البحث وضبط الاضطرابات وحماية موظفي مصلحة السجون. |
| دورور       | وحدة مكافحة المخدرات تعمل داخل السجون.                                           |

## الروابط الخارجية
- الموقع الرسمي للجيش الإسرائيلي
- "isayeret.com − Israeli Special Forces Database".